# Nogent-l'Abbesse
Nogent-l'Abbesse é uma comuna francesa na região administrativa do Grande Leste, no departamento de Marne. Estende-se por uma área de 10.16 km², e possui 532 habitantes, segundo o censo de 2018, com uma densidade de 52 hab/km².